# Dysdera sefrensis
Dysdera sefrensis är en spindelart som beskrevs av Simon 1910. Dysdera sefrensis ingår i släktet Dysdera och familjen ringögonspindlar.
Artens utbredningsområde är Marocko. Inga underarter finns listade i Catalogue of Life.